# Medieval: Total War
Medieval: Total War – komputerowa gra strategiczna z serii Total War wyprodukowana przez firmę The Creative Assembly i wydana przez firmę Activision dnia 21 sierpnia 2002 roku. Akcja gry dzieje się w okresie średniowiecza w latach 1087-1453 na terenach Europy, Afryki Północnej i Bliskiego Wschodu. Gra umożliwia prowadzenie rozgrywki z komputerem lub z innymi graczami (maksymalnie ośmiu) przez internet bądź sieć LAN. Do gry dołączony jest także edytor map. W 2003 roku stworzono do niej dodatek o nazwie Medieval: Total War – Viking Invasion przenoszący grę do czasów podbojów Europy przez wikingów.

## Rozgrywka
Medieval: Total War jest grą hybrydową, łączącą elementy strategicznej gry turowej i strategicznej gry czasu rzeczywistego. Dostępne są trzy daty rozpoczęcia rozgrywki: 1087, 1205 i 1321. Mapa kampanii, na której zarządza się wojskiem i gospodarką państwa, jest elementem turowym (w trybie gry wieloosobowej gracze wykonują ruchy na przemian), zaś bitwy rozgrywane są w czasie rzeczywistym na trójwymiarowej planszy. Gra oddaje do dyspozycji graczy ponad 100 rodzajów wojsk i dwanaście nacji (w tym Polskę).
Duże znaczenie w grze ma również element gospodarczy. Medieval posiada rozbudowany system rozwoju państwa z całą gamą budowli: gracz może np. budować farmy, kościoły, warownie, warsztaty płatnerskie i inne. Dla graczy wcielających się we władców państw chrześcijańskich istnieje możliwość zorganizowania krucjaty przeciwko niewiernym. Z drugiej strony gracze wybierający grę jako przywódcy nacji muzułmańskich mogą wypowiedzieć świętą wojnę europejskim najeźdźcom.
Gracz może samodzielnie sterować jednostkami w poszczególnych bitwach lub powierzyć to zadanie komputerowi. Jednakże wybranie drugiej opcji w subiektywnej opinii części graczy powoduje zmniejszenie grywalności. W silnik gry wbudowane są elementy umożliwiające stosowanie różnych taktyk: m.in. zróżnicowanie jednostek pod względem siły, szybkości i rodzajów ataków, morale jednostek, warunki atmosferyczne i ukształtowanie terenu. Gra oferuje również możliwość prowadzenia bitew opartych na prawdziwych scenariuszach historycznych.

## Grafika
Pod względem graficznym gra prezentuje się następująco:
- Plansza główna jest dwuwymiarowa, stylizowana na starą mapę z ustawionymi na niej modelami zamków i pionkami symbolizującymi armie oraz postacie (np. generałowie, królowie, duchowni, inkwizytorzy, emisariusze, księżniczki, szpiedzy, czy zabójcy).
- Pole bitwy jest trójwymiarowe, z trójwymiarowymi budynkami i machinami wojennymi. Postacie i drzewa to tzw. sprite'y, czyli modele dwuwymiarowe.